# Amt Schwaan
Het Amt Schwaan is een samenwerkingsverband van 7 gemeenten en ligt in het Landkreis Rostock in de Duitse deelstaat Mecklenburg-Voor-Pommeren. Het Amt telt 7.885 inwoners. Het bestuurscentrum bevindt zich in de stad Schwaan.

## Geschiedenis
Het Amt Schwaan is op 22 oktober 1992 opgericht als Amt binnen het toenmalige district Bützow. Op 12 juni 1994 kwam het door een herindeling van de districten in het district Bad Doberan. Bij de oprichting maakte de toenmalige zelfstandige gemeente Bandow ook uit van het Amt. Deze gemeente is op 31 december 1998 geannexeerd door de stad Schwaan.

## Gemeenten
Het Amt bestaat uit de volgende gemeenten:
- Benitz (398) met Brookhusen
- Bröbberow (660) met Groß Grenz en Klein Grenz
- Kassow (319) met Neu Kassow en Werle
- Rukieten (354) met Göldenitz
- Schwaan, stad (5.017) met Bandow, Dorf Tatschow, Hof Tatschow en Letschow
- Vorbeck (356) met Kambs
- Wiendorf (781) met Neu Wiendorf, Niendorf en Zeez